# لولو وانغ
لولو وانغ (بالصينية: 王露露) هي كاتِبة صينية، ولدت في 22 ديسمبر 1960 في بكين في الصين.

## وصلات خارجية
- الموقع الرسمي
- لولو وانغ على موقع IMDb (الإنجليزية)
- لولو وانغ على موقع إن إن دي بي (الإنجليزية)
- لولو وانغ على موقع كينوبويسك (الروسية)